# コンスタンティネ・ミカウタゼ
コンスタンティネ・ミカウタゼ（グルジア語: კონსტანტინე მიქაუტაძე、グルジア語ラテン翻字: Konstantine Mikautadze、1991年7月1日 - ）は、プロD2CAブリーヴに所属するラグビーユニオン選手。

## プロフィール
- ジョージア・クタイシ出身。
- ポジションはロック(LO)。
- 身長 200cm、体重 127kg
- U20ジョージア代表に選ばれたことがある。
- ジョージア代表キャップは77（2025年1月現在）でラグビーワールドカップ2015・ラグビーワールドカップ2019のジョージア代表に選ばれた[1]。
- バーバリアンズに選ばれたことがある[2]。

## 略歴
SUアジャン、RCトゥーロン、2016年、モンペリエに加入。 
2020年、バイヨンヌに加入。
2024年、CAブリーヴに加入。